# Jerry Page
Jerry Page est un boxeur américain né le 15 janvier 1961 à Columbus, Ohio.

## Carrière
Médaillé d'argent aux Jeux panaméricains de Caracas en 1983 dans la catégorie super légers, il devient champion olympique de la catégorie aux Jeux de Los Angeles en 1984 après sa victoire en finale contre le Thaïlandais Dhawee Umponmaha. Page passe professionnel l'année suivante mais ne rencontre pas le même succès que dans les rangs amateurs. Il met un terme à sa carrière en 1990 sur un bilan de 11 victoires et 4 défaites sans avoir remporté de titre.

## Parcours auxJeux olympiques
Jeux olympiques d'été de 1984 à Los Angeles (poids super-légers) :
- Bat Helmut Gertel (RFA) 5-0
- Bat Ostavio Robles (Mexique) 5-0
- Bat Kim Dong-Kil (Corée du Sud) 4-1
- Bat Mirko Puzović (Yougoslavie) 5-0
- Bat Dhawee Umponmaha (Thaïlande) 5-0